# Euodynerus dantici
Euodynerus dantici är en stekelart som beskrevs av Rossi 1790. Euodynerus dantici ingår i släktet kamgetingar, och familjen Eumenidae.

## Underarter
Arten delas in i följande underarter:
- E. d. brachytomus
- E. d. iberogallicus
- E. d. lagostae
- E. d. nigrescens
- E. d. pamiricuss
- E. d. poggii
- E. d. tinctus
- E. d. violaceipennis